# Sciastes truncatus
Sciastes truncatus là một loài nhện trong họ Linyphiidae.
Loài này thuộc chi Sciastes. Sciastes truncatus được James Henry Emerton miêu tả năm 1882.